# هردواب (أملش الجنوبي)
هردواب (بالفارسية: هردواب) هي قرية تقع في إيران في غيلان. يقدر عدد سكانها بـ 303 نسمة بحسب إحصاء 2016.